# Le Train des suicidés
Pour plus de détails, voir Fiche technique et Distribution.
Le Train des suicidés est un film français réalisé par Edmond T. Gréville, sorti en 1931.

## Synopsis
Des candidats au suicide, enfermés dans un train, attendent dans l'angoisse la mort que leur a promis un escroc. Au moment ou ils sont presque devenus fous de terreur, la porte s'ouvre sur un détective, qui s'était glissé parmi eux et a fini par démasquer l'escroc, sans avoir pu malgré tout empêcher la mort de quelques-uns d'entre eux.

## Fiche technique
- Titre : Le Train des suicidés
- Réalisation : Edmond T. Gréville
- Scénario : Charles Cluny et Charles Vayre d'après un feuilleton publié par L'Intransigeant
- Photographie : René Guichard, Maurice Labro et Marcel Weiss
- Musique : Raymond Berner et Jacqueline Batell
- Montage : Edmond T. Gréville
- Société de production : Métropole Film
- Production : 	Félix Beaujon
- Pays d'origine : France
- Format : Noir et blanc -  Son mono - 1,37:1 - 35 mm
- Genre : drame
- Durée : 80 minutes
- Date de sortie : 1931

Sources : Bifi et IMDb

## Distribution
- Raymond Blot : Josuah Brown, l'inventeur et réalisateur du train
- Germaine Aussey : l'employée de Josuah Brown
- Louis Zellas : un complice de Josuah Brown
- Georges Péclet : Fergusson, le détective chargé de l'enquête sur le train
- Vanda Gréville : Betty Gold, l'artiste de music-hall
- Georges Colin : Joe Crackett, le milliardaire
- Blanche Bernis : Mrs. Crackett, la femme de Joe
- Robert Vidalin : Harry Butler, l'ancien combattant
- François Viguier : Ezechias Flypaper, le président d'une ligue de tempérance
- Simone Bourday : Mary Strafford, l'orpheline
- René Ferté : John Sparks, le viveur
- Andrée Standart : Lily Bonzo, la courtisane
- Pedro Elviro : Nobody, un clown animateur du train
- Jean de Sevin : Pussy, un clown animateur du train